# Roca de Colom
La Roca de Colom  és una muntanya de 2.363 metres que es troba al municipi de Guils de Cerdanya, a la comarca de la Baixa Cerdanya.